# Якуб Ян Йозеф Воский из Беренштамма

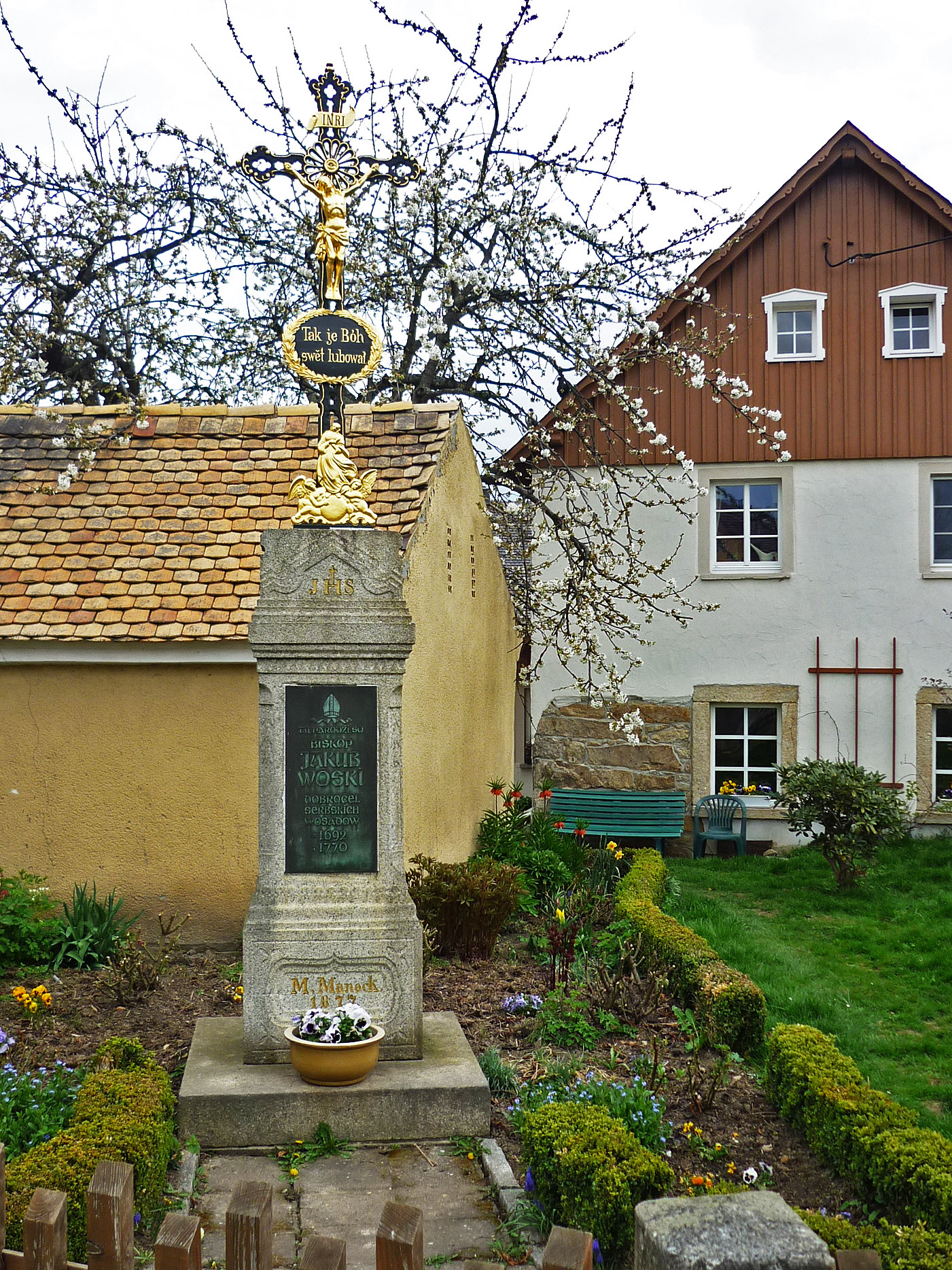
Памятный крест в честь Якуба Яна Воского, Хросчицы, Лужица

Якуб Ян Йозеф Воский из Беренштамма, немецкий вариант — Якоб Йоганн Йозеф Воски фон Беренштамм (в.-луж. Jakub Jan Józef Wóski z Baerenstamma, нем.  Bishop Jakob Johann Joseph Wosky von Bärenstamm, 26 июля 1692 год, Хросцице, Лужица, Саксония — 3 декабря 1771 год, Будишин, Лужица, Саксония) — католический прелат, титулярный епископ, префект апостольской префектуры Мейсена с 4 апреля 1743 года по 3 декабря 1771 год. Серболужицкий общественный деятель.

## Биография
Родился 26 июля 1692 года в семье богатого бюргера. Закончив сельскую школу, с 1712 года изучал теологию в Праге в Карловом университете. В Праге проживал в гостеприимном доме, который основали два священника из Лужицы Мартин Норберт (1637—1707) и Георг Йозеф Шимон (1646—1729) для серболужицких паломников и студентов. В 1724 году этот дом был преобразован в Лужицкую семинарию. 25 июля 1718 года был рукоположён в священника, после чего служил викарием в различных католических приходах в Лужице. Потом был назначен настоятелем в собор святого Петра в Будишине. После смерти Яна Йозефа Игнаца Фрейшлага был избран деканом настоятельского капитула святого Петра.
4 апреля 1743 года Римский папа Бенедикт XIV назначил его префектом апостольской префектуры Мейсена. Будучи префектом Мейсена занимался строительством католических храмов и организацией новых католических приходов. Развивал культ святого Бенно. В 1746 году по проекту итальянского художника Стефано Торелли на средства итальянского купца Франческо Комоло построил в соборе святого Петра алтарь во имя святого Бенно.
Заботился об образовании серболужицкого народа. Построил многочисленные школы в серболужицких деревнях в окрестностях Будишина.
9 мая 1753 года Римский папа Бенедикт XIV назначил его титулярным епископом Пергама. 24 июня 1753 года в Праге состоялось его рукоположение в епископа. Получил от императора Франца I Стефана дворянский титул «фон Беренштамм» с собственным гербом.